# 百色站
百色站位于中国广西壮族自治区百色市右江区城东进站大道，建于1995年，为南宁铁路局管辖的二等站，离南宁站234公里，离昆明站594公里。经过铁路有南昆铁路、南昆客运专线等主要铁路干线。

## 历史
- 1995年：百色站建成启用；
- 2014年10月：百色站新建综合站房开工建设，于2015年7月底投入过渡性使用。[3]

## 站外交通
- 公交1路：凤凰巷 - 火车站
- 公交4路：城西高速路口 - 火车站
- 公交8路：火车站 - 森林广场 - 火车站 （环线）
- 公交17路：火车站 - 华润超市 - 火车站 （环线）[2]

2016年12月19日，本站在凌云县体育馆设立高铁无轨站（类似机场的“城市候机楼”），在全国为业界首创。旅客可在高铁无轨站内购票（大巴票和动车票）、在无轨站内候车，然后乘坐无轨站的专线大巴前往百色站，返回凌云县的人士也可以在百色站乘坐大巴返回高铁无轨站，此举可以节省不少时间成本和经济成本。而南宁铁路局也将在广西各地市开通高铁的基础上，在没有高铁的县份推行高铁无轨站模式，以带动整个广西更快地融入高铁经济生活圈。